# Untergesetzliche Normsetzung
Untergesetzliche Normsetzung ist die Setzung von Rechtsnormen, die in der Normenhierarchie unterhalb des förmlichen Gesetzes stehen, also von Rechtsverordnungen und Satzungen. Ihr Normgeber gehört der Exekutive an.
Rechtmäßigkeitsvoraussetzung ist nach dem Vorbehalt des Gesetzes eine entsprechende Ermächtigung in einem förmlichen Gesetz, das seinerseits wirksam ist: Insb. sind Bestimmtheitsgrundsatz und Parlamentsvorbehalt (d. h. inhaltlich: die Wesentlichkeitstheorie) zu beachten. Anderenfalls ist die Satzung oder die Rechtsverordnung verfassungswidrig.